# Михаило Цидилко Циско
Михаило Цидилко Циско (Бор, 1944 — Крагујевац, 2016) био је рок-гитариста и један од оснивача групе Сенке.

## Живот
Михаило Цидилко је рођен 1944. године у Бору. До почетка студија је живео у Смедереву, граду у ком је имао и свој први бенд - Ураган. У Крагујевац долази 1963. године на студије.
Те године са пријатељима оснива групу Сенке.

## Каријера
У периоду од 1964. до 1970. године крагујевачка група Сенке је одржала више од петсто концерата широм бивше Југославије. Цидилко је аутор преко четрдесет песама.
Поред њега групу су још чинили: Асим Мујевић, Војкан Јанковић, Слободан Цоле Димитријевић и Зоран Милановић, касније бас гитариста „Смака”.
По престанку рада „Сенки” Цидилко оснива групу „5 младих”, а 1973. настаје група „Даље”.